# Lost in Your Light
Singles de Dua Lipa
Scared to Be Lonely
(2017) New Rules
(2017)
Clip vidéo
[vidéo] « Lost in Your Light », sur YouTube
Lost in Your Light est une chanson de la chanteuse anglaise Dua Lipa en featuring avec le chanteur américain Miguel. Elle est parue sur son premier album studio éponyme et sortie le 21 avril 2017 en tant que sixième single de l'album. La chanson est écrite par Dua Lipa, Miguel et Rick Nowels.

## Composition
Lost in Your Light est une chanson électropop, synth-pop et dance-pop. Selon Rolling Stone, Dua Lipa et Miguel « s'harmonisent sur un synthétiseur palpitant et une batterie funky ». Contenant un rythme lourd de percussions, la chanson parle de véritable engouement.

## Crédits
Crédits provenant des notes d'accompagnement de Dua Lipa.
Enregistrement
- Enregistrement aux Paramount Studios, Los Angeles
- Voix enregistrées au TaP Studio / Strongroom 7, Londres
- Mixage aux MixStar Studios, Virginia Beach
- Mastérisation au Metropolis Mastering, Londres

Personnel
- Dua Lipa – voix
- Miguel – voix, production, batterie, percussion, basse
- Stephen "Koz" Kozmeniuk (en) – production, guitare, batterie, synthétiseurs
- Lorna Blackwood – production vocale
- Manny Marroquin (en) – mixage audio
- Chris Galland – ingénieur de mixage
- Jeff Jackson – assistant de l'ingénieur de mixage
- Robin Florent – assistant de l'ingénieur de mixage
- Kieron Menzies – ingénieur
- Dean Reid (en) – ingénieur, percussions, synthétiseurs de basse, guitare électrique, claviers
- Trevor Yasuda – ingénieur
- Chris Garcia – ingénieur
- Rick Nowels – guitare électrique, claviers
- Mighty Mike – batteries live
- Zac Rae – piano, synthétiseurs
- Chris Gehringer (en) – mastering

## Classements et certifications

### Classements hebdomadaires
| Classement (2017)                   | Meilleure position |
| ----------------------------------- | ------------------ |
| Belgique (Flandre Ultratip 100)     | Tip                |
| Belgique (Wallonie Ultratip 50)     | 24                 |
| Écosse (OCC)                        | 41                 |
| Irlande (Irish Singles Chart)       | 97                 |
| Nouvelle-Zélande (RMNZ Heatseekers) | 10                 |
| Pays-Bas (Nederlandse Tipparade)    | 2                  |
| Royaume-Uni (UK Singles Chart)      | 86                 |
| Royaume-Uni (UK Download Chart)     | 56                 |
| Slovaquie (IFPI Rádio)              | 62                 |

### Certifications
| Région                                                                     | Certification | Ventes/Streams |
| -------------------------------------------------------------------------- | ------------- | -------------- |
| Royaume-Uni (BPI)                                                          | Argent        | 200 000‡       |
| xNon précisé par la certification ‡ventes/streaming selon la certification |               |                |

## Historique de sortie
| Pays        | Date          | Format                         | Version  | Label        | Réf.   |
| ----------- | ------------- | ------------------------------ | -------- | ------------ | ------ |
| Divers      | 21 avril 2017 | Téléchargement, streaming      | Original | Warner Bros. | ,      |
| Royaume-Uni | 4 mai 2017    | Radio (contemporary hit radio) | Original | Warner Bros. | [ 17 ] |
| Divers      | 1 juin 2017   | Téléchargement                 | Remixes  | Warner Bros. | [ 18 ] |
| Italie      | 2 juin 2017   | Radio (contemporary hit radio) | Original | Warner Bros. | [ 19 ] |